# (27527) Kirkkoehler
(27527) Kirkkoehler est un astéroïde de la ceinture principale d'astéroïdes.

## Description
(27527) Kirkkoehler est un astéroïde de la ceinture principale d'astéroïdes. Il fut découvert le 29 avril 2000 à Socorro (Nouveau-Mexique) par le projet LINEAR. Il présente une orbite caractérisée par un demi-grand axe de 2,86 UA, une excentricité de 0,02 et une inclinaison de 3,0° par rapport à l'écliptique.

## Compléments